# Lieja-Bastoña-Lieja 2012

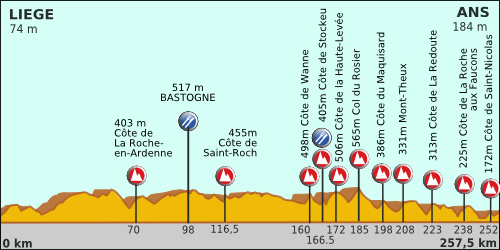
Perfil altimétrico de la prueba.

La 98.ª edición de la clásica ciclista Lieja-Bastoña-Lieja se disputó el domingo 22 de abril de 2012 con salida en Lieja y llegada en Ans, sobre un trazado de 257,5 kilómetros.
La prueba perteneció al UCI WorldTour 2012.
Participaron los mismos equipos que unos días antes participaron en la también prueba belga de la Flecha Valona 2012, excepto el colombiano de categoría Profesional Continental del Colombia-Coldeportes entrando en su lugar en francés del Team Europcar. Formando así, en principio, un pelotón de 200 ciclistas (el límite para carreras profesionales), de 8 corredores cada equipo, de los que acabaron 113.
El ganador final fue Maxim Iglinskiy tras sobrepasar en el mismo Ans a Vincenzo Nibali. Completó el podio Enrico Gasparotto, compañero de equipo de Maxim, tras encabezar el grupo perseguidor.

## Recorrido
El recorrido contó con 11 cotas o puertos puntuables:
| Kilómetro | Nombre                              | Longitud | Pendiente media |
| --------- | ----------------------------------- | -------- | --------------- |
| 70 km     | Cota de Saint-Roch-en-Ardenne       | 2,8 km   | 6,2 %           |
| 116,5 km  | Cota de Saint-Roch                  | 1,0 km   | 11 %            |
| 160 km    | Cota de Wanne                       | 2,7 km   | 7,3 %           |
| 166,5 km  | Cota de Stockeu (Stèle Eddy Merckx) | 1,0 km   | 12,2 %          |
| 172 km    | Cota de la Haute-Levée              | 3,6 km   | 5,7 %           |
| 185 km    | Puerto de Rosier                    | 4,4 km   | 5,9 %           |
| 198 km    | Puerto de Maquisard                 | 2,5 km   | 5 %             |
| 208 km    | Mont-Theux                          | 2,7 km   | 5,9 %           |
| 223 km    | Cota de la Redoute                  | 2,0 km   | 8,8 %           |
| 238 km    | Cota de la Roche aux Faucons        | 1,5 km   | 9,3 %           |
| 252 km    | Cota de Saint-Nicolas               | 1,2 km   | 8,6 %           |

## Equipos participantes
25 equipos tomaron la salida en la carrera: los 18 ProTeams y siete equipos continentales profesionales. En total son 199 los ciclistas que tomaron la salida.
| Núm.    | Código | Equipo                  |
| ------- | ------ | ----------------------- |
| 1-8     | BMC    | BMC Racing Team         |
| 11-18   | RNT    | RadioShack-Nissan       |
| 21-28   | AST    | Astana Pro Team         |
| 31-38   | OPQ    | Omega Pharma-Quick Step |
| 41-48   | KAT    | Team Katusha            |
| 51-58   | LIQ    | Liquigas-Cannondale     |
| 61-68   | SKY    | Team Sky                |
| 71-78   | GEC    | GreenEDGE               |
| 81-88   | EUS    | Euskaltel-Euskadi       |
| 91-98   | MOV    | Movistar Team           |
| 101-108 | VCD    | Vacansoleil-DCM         |
| 111-118 | SAU    | Saur-Sojasun            |
| 121-128 | RAB    | Rabobank                |

| Núm.    | Código | Equipo                        |
| ------- | ------ | ----------------------------- |
| 131-138 | EUC    | Europcar                      |
| 141-148 | LAM    | Lampre-ISD                    |
| 151-158 | TSV    | Topsport Vlaanderen-Mercator  |
| 161-168 | ALM    | AG2R-La Mondiale              |
| 171-178 | ARG    | Argos-Shimano                 |
| 181-188 | GRM    | Garmin-Barracuda              |
| 191-198 | LAN    | Landbouwkrediet-Euphony       |
| 201-208 | FDJ    | FDJ-BigMat                    |
| 211-218 | LTB    | Lotto-Belisol                 |
| 221-228 | ACC    | Accent Jobs-Willems Veranda's |
| 231-238 | SAX    | Team Saxo Bank                |
| 241-248 | TT1    | Type 1-Sanofi                 |

## Clasificación final
| Pos. | Ciclista          | Equipo              | Tiempo          | Puntos UCI |
| ---- | ----------------- | ------------------- | --------------- | ---------- |
| 1.   | Maxim Iglinskiy   | Astana              | 6 h 43 min 52 s | 100        |
| 2.   | Vincenzo Nibali   | Liquigas-Cannondale | a 21 s          | 80         |
| 3.   | Enrico Gasparotto | Astana              | a 36 s          | 70         |
| 4.   | Thomas Voeckler   | Europcar            | m.t.            | -          |
| 5.   | Daniel Martin     | Garmin-Barracuda    | m.t.            | 50         |
| 6.   | Bauke Mollema     | Rabobank            | m.t.            | 40         |
| 7.   | Samuel Sánchez    | Euskaltel-Euskadi   | m.t.            | 30         |
| 8.   | Michele Scarponi  | Lampre-ISD          | m.t.            | 20         |
| 9.   | Ryder Hesjedal    | Garmin-Barracuda    | m.t.            | 10         |
| 10.  | Jelle Vanendert   | Lotto Belisol       | m.t.            | 4          |